# 圖姆斯伯勒 (喬治亞州)
圖姆斯伯勒（英語：Toomsboro）是一個位於美國喬治亞州威爾金森縣的城鎮。

## 地理
圖姆斯伯勒的座標為32°49′32″N 83°05′00″W / 32.82556°N 83.08333°W，而該地的平均海拔高度為71米（即233英尺）。

## 人口
根據2010年美國人口普查的數據，圖姆斯伯勒的面積為4.80平方千米，當中陸地面積為4.80平方千米，而水域面積為0.00平方千米。當地共有人口472人，而人口密度為每平方千米98人。